# Langues au Mozambique

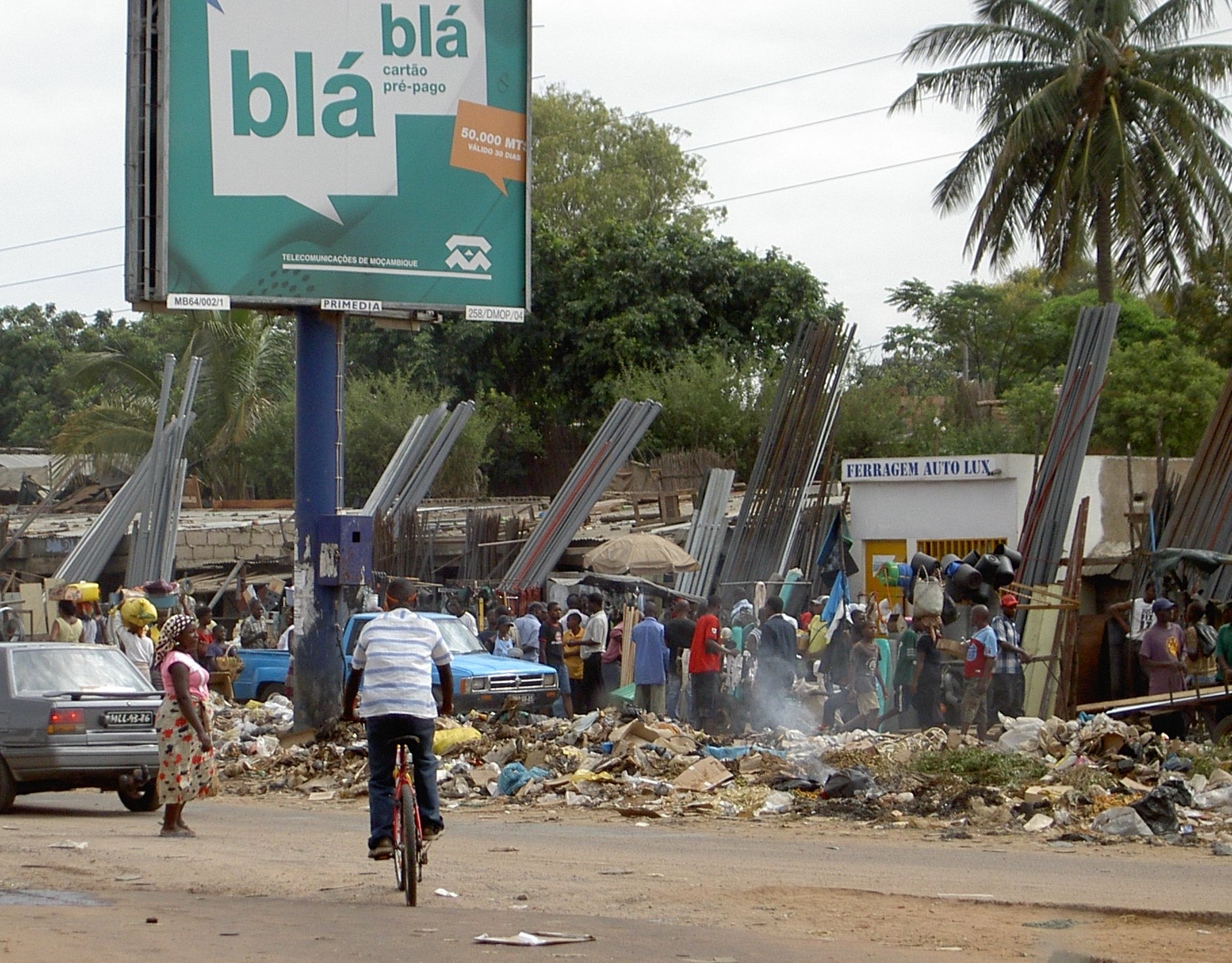
Enseignes commerciales en portugais à Maputo.

Le Mozambique est un pays multilingue. Un certain nombre de langues bantoues sont indigènes au Mozambique. Le portugais, hérité de la période coloniale, est la langue officielle ; le Mozambique est un membre à part entière de la communauté des pays de langue portugaise. Ethnologue énumère 43 langues parlées dans le pays. Selon le recensement général de population et d'habitat de 2007 de l'Institut national de la statistique du Mozambique (INE), le portugais est la langue la plus parlée au Mozambique : 50,4 % de la population nationale (80,8 % des personnes vivant dans les zones urbaines et 36,3 % de celles vivant dans les zones rurales) sont à l'aise avec la langue. D'autres langues sont parlées, comme le swahili, le makua, le shena, le ndau et le tsonga. Sont compris également dans les langues indigènes du Mozambique le lomwe, le makonde, le chopi, le chuwabu, le ronga, le kimwani, le zoulou, et le tswa.
Les petites communautés arabes, chinoises et indiennes parlent leur propre langue mis à part le portugais comme seconde langue. L'anglais est une langue connue par une partie de l'élite. 

## Grands groupes linguistiques
Un recensement des locuteurs de plus de 5 ans des 43 langues du Mozambique a été réalisé en 1997. Il a permis de savoir lesquelles étaient parlées par le plus grand nombre de personnes. Les langues les plus parlées sont à cette période : 
- l'emakhuwa : 3 291 916 locuteurs, soit 26,3 % de la population de plus de 5 ans ;
- le xichangana : 1 423 327 locuteurs soit 11,4 % :
- l'elomwe : 985 920 locuteurs soit 7,9 % ;
- le chisena : 876 057 locuteurs soit 7,0 % ;
- le portugais : 809 186 locuteurs soit 6,5 % ;
- l'echuwabo : 786 715 locuteurs soit 6,3 %.

En ce qui concerne la langue portugaise, selon le recensement de 2007, 50,4 % de la population sait la parler (80,8 % en ville et 36,3 % en campagne) contre 39,5 % en 1997 et 24,4 % en 1980. De plus, 12,8 % l'utilise comme langue principale à la maison (8,8 % en 1997) ; et 10,7 % la considère comme leur langue maternelle (6,5 % en 1997 et 1,2 % en 1980) dont 25 % des habitants de Maputo. Entre 1997 et 2007 elle a progressé dans tout le pays.
| Langue    | Nombre de locuteurs | Pourcentage de la population |
| --------- | ------------------- | ---------------------------- |
| Makua     | 4 007 010           | 24,8 %                       |
| Shena     | 1 807 319           | 11,2 %                       |
| Tsonga    | 1 799 614           | 11,2 %                       |
| Lomwe     | 1 269 527           | 7,9 %                        |
| Shona     | 1 070 471           | 6,6 %                        |
| Tswa      | 763 029             | 4,7 %                        |
| Ronga     | 626 174             | 3,9 %                        |
| Portugais | 489 915             | 3 %                          |
| Nyungwe   | 446 567             | 2,8 %                        |
| Chopi     | 406 521             | 2,5 %                        |
| Chiyao    | 374 426             | 2,3 %                        |
| Makonde   | 371 111             | 2,3 %                        |
| Ekoti     | 102 393             | 0,6 %                        |
| Kimwani   | 29 980              | 0,2 %                        |
| Swahili   | 21 070              | 0,1 %                        |
| Swati     | 7 742               | 0,05 %                       |
| Zoulou    | 3 529               | 0,02 %                       |
| Total     | 16 135 403          | 100 %                        |